# Cyan Worlds
Cyan Worlds – amerykański producent gier komputerowych. Firma została założona przez braci Randa i Robyna Millerów w 1987 roku.
Firma jest najbardziej znana z serii Myst. Siedziba firmy znajduje się w Mead w stanie Waszyngton. Myst stała się najlepiej sprzedającą się grą komputerową, jaką kiedykolwiek stworzono, gdy została wydana w 1993 roku i pozostała nią przez kilka lat.

## Myst
W 1993 roku Cyan Worlds zyskał światową sławę, wydając Myst, grę przygodową i był najlepiej sprzedającą się grą PC w historii, dopóki The Sims nie przekroczył sprzedaży Myst w 2002 roku.